# ریچارد کرگ
ریچارد کرگ (انگلیسی: Richard Cragg؛ 21 January 1891 – 1978 (aged 87)) بازیکن فوتبال اهل بریتانیا بود.
از باشگاه‌هایی که در آن بازی کرده‌است می‌توان به باشگاه فوتبال استوک‌پورت کانتی و باشگاه فوتبال برنلی اشاره کرد.